# Carlos Scheck
Carlos Scheck Aldabe (Montevideo, 13 de noviembre de 1893-ibidem, 17 de agosto de 1959) fue un contador público, escritor y periodista uruguayo, cofundador del diario El País.

## Biografía
Nace en Montevideo el 13 de noviembre de 1893. Desde su adolescencia, había ayudado a su padre en el establecimiento de Arroyo Seco. Pero a los 18 años de edad,  debido al fallecimiento de su padre, asume la responsabilidad de trabajar, convirtiéndose en el sostén de su familia, que eran su madre y ocho hermanas.
Ingresa a la Escuela Nacional de Comercio y en 1916, se egresa con el título de Contador Perito Mercantil y comienza a trabajar en la Liga de Defensa Comercial.
En marzo de 1919 se suma al equipo del recientemente creado diario El País, el cual había sido fundado por los nacionalistas Washington Beltrán, Lionel Aguirre y Eduardo Rodríguez Larreta en septiembre de 1918. Sus dotes de contador, le permitieron reforzar la prevalencia y convertir al diario en uno de los más importantes medios no solo de prensa, sino de comunicación generalista en aquella época. Con el tiempo, se convertiría en uno de sus principales administradores.
En los 1944, durante el gobierno de Juan José de Amézaga integraría el Tribunal de Cuentas. 
Falleció el 17 de agosto de 1959 en su natal Montevideo.